# Макс Фрей
Макс Фрей (нім. Max Frey; 16 квітня 1874, Мюльбург — 11 березня 1944, Бад-Гарцбург) — німецький художник, графік та ілюстратор. 

## Біографія
Макс Адольф Петер Фрей народився 16 квітня 1874 року в Мюльбурзі в сім'ї торговця Генріха Фрея. До 1904 року майбутній художник жив в Карлсруе та навчався в місцевій школі прикладних мистецтв. Потім деякий час працював театральним художником у Берліні й Мангаймі. У 1893 році, а також з 1895 по 1903 рік навчався в Академії мистецтв Карлсруе під керівництвом Фердинанда Келлера, Густава Шенлебера і Леопольда фон Калькрейта. 
З 1907 року Фрей працював викладачем у Дрезденській академії мистецтв, де вів класи графіки, прикладного та ландшафтного живопису. У 1910 році отримав посаду професора. В цьому ж році художник разом зі своїми однодумцями Йозефом Голлерітом, Фрідріхом Гейзером, Георгом Яном, Йоганном Вальтер-Кура та ін. заснував групу «Зелено-білий» (нім. Grün-Weiß), перша виставка якої пройшла в салоні Еміля Ріхтера. Через три роки виникла «Дрезденська художня група 1913», до складу якої увійшли деякі члени «Зелено-білого» і в тому числі Фрей. 
В роки Першої світової війни Фрей був призваний на фронт, потім до 1934 року працював викладачем в Дрезденській академії прикладних мистецтв, а в 1937 році переїхав до Бад-Гарцбурга, де прожив до самої смерті. 

## Творчість
Для ранньої творчості Макса Фрея характерне переважання пейзажних робіт, в яких присутні різні експерименти зі світлом. У багатьох графічних і плакатних роботах художника помітний вплив модерну (сецесії). У періоди зрілої і пізньої творчості Фрей все більше тяжіє до магічного реалізму: на його картинах з'являються фантастичні риби, птиці, ящери та рослини. Крім різних казкових сюжетів художник часто звертається до біблійних сюжетів; найбільш значущим для Фрея, мабуть, можна назвати мотив «втечі до Єгипту».

## Галерея
| - Франкфурт, вечір на річці, 1905 - Втеча в Єгипет, 1911 - Ранковий туман, 1911 - Зальцгассе в снігу, 1914 - Глибини моря, 1926 - Кентавріда, 1928 - Весна пробуджується, 1931 - Перелітні птахи, 1931 - Звір і людина, 1931 - Арфа, 1932 - Мадонна в кущі терну, 1933 - Втеча, 1933 - Місяць, 1942 - Риби, 1944 - Пропагандистська поштова картка «Коли світ сповнений чортів», 1914 - Плакат першої виставки групи «Зелено-білий», 1910 |